# Frisones
Los frisios o frisones son un grupo étnico de Europa, habitantes de una comarca conocida como Frisia.

## Historia

### En la época romana
Los frisones fueron capaces de firmar un tratado con los romanos en el río Rin en el año 28, evitando su conquista. Pero dieciséis años más tarde, cuando los impuestos fueron represivos, colgaron al cobrador de impuestos y vencieron a los romanos bajo Tiberio en la batalla de Baduhennawood. Los frisones eran conocidos y respetados por los romanos, que llegaron a escribir sobre ellos en varias ocasiones. Tácito escribió un libro acerca de los germanos en el año 69, describiendo sus hábitos y enumerando varias tribus por nombre. De todas estas tribus, los frisones son los únicos que mantienen su nombre antiguo. Hay tradiciones que apuntan a sus vínculos con la explotación de las turberas.
Frisia ya se había establecido, pues hay pruebas de construcciones empezadas antes de 700 a. C. Los frisones fueron mencionados por el historiador romano Cornelio Tácito y antes de él por Plinio el Viejo. De acuerdo a las inscripciones encontradas en Gran Bretaña, sirvieron en la armada romana. La expansión hacia el sudeste ocurrió probablemente antes del año 70, cuando fueron abandonadas las partes más alejadas hacia el oeste. Emigraron hacia Flandes y Kent de forma pacífica de acuerdo con la jurisdicción romana y probablemente tuvieron poder en los años 250. Alrededor de 290 los frisones eran considerados piratas por Constancio Cloro, pero en los anales se dice que luego dejaron de ser llamados así. El idioma frisón es el idioma sobreviviente más cercano al inglés.
El historiador romano Tácito, en su Germania, menciona a los frisones entre la gente que él agrupó como ingvaeones. Dos tipos o clases diferentes son mencionados por Tácito: los frisii mayores y los frisii menores. Divididos según las tierras que cultivaban, los frisii mayores o frisones de la arcilla poblaron las tierras fértiles e incrementaron el volumen de sus cultivos y ganados. Los pequeños y relativamente pobres frisii menores (frisones de la arena) cultivaban en tierras arenosas y, por consiguiente, sus cosechas menguaron en tamaño o número en comparación con las de los frisones mayores. De acuerdo con Tácito incluso los ejércitos de los mayores fueron más grandes y mejor equipados.
Probablemente fueron un pueblo de navegantes. El mar del Norte desde Gran Bretaña hasta Dinamarca en el este se llamaba Mare Frisia entonces. Pequeños grupos de frisones se asentaron en las tierras aledañas y sus asentamientos pueden detectarse hasta Inglaterra, Escocia, Dinamarca, Alemania, Bélgica, Francia y obviamente en los Países Bajos.
Su territorio bordeaba la costa del Mar del Norte desde la desembocadura del río Rin hasta la del Ems, el límite oriental de acuerdo con la Geographica de Ptolomeo. Plinio el Viejo declara en Bélgica que fueron conquistados por el general romano Druso el Mayor en el año 12 a. C., después de varias sublevaciones que fueron mencionadas por Tácito. La más notada de ellas es su participación en la Rebelión de los bátavos. Después los frisones se hundieron mayormente en la oscuridad histórica, hasta entrar en contacto con los imperios merovingio y carolingio en expansión.
Durante este período de silencio histórico, muchos de ellos indudablemente se unieron a la migración de los anglosajones, quienes fueron a través del Territorio Frisón para invadir Gran Bretaña, mientras que los que se quedaron en el continente se expandieron en las tierras recientemente abandonadas que habían estado pobladas por los anglosajones. A finales del siglo VI, los frisones ocuparon la costa hasta la desembocadura del Weser. Se extendieron más lejos en el siglo VII hacia el sur a Dorestad e incluso Brujas. Esta gran extensión de territorio frisón se conoce como la Frisis Magna.
El reino que surgió después de la caída del Imperio romano de Occidente fue gobernado por un rey o duque. El documento más reciente que se refiere a un Estado independiente gobernado por un rey está datado en el año 678. Los intentos anteriores de cristianizar Frisia no consiguieron convertir a los fieros paganos frisones y varios monjes fueron asesinados o desaparecieron, por ejemplo, el asesinato de Bonifacio en Dokkum. El rey Radbod fue capaz de derrotar al poderoso Carlos Martel en 714 para conservar la independencia. Veinte años después Carlos Martel obtuvo su venganza y subyugó a todo el reino frisón. Los francos cristianos forzaron la cristianización y en Utrecht se nombró a un obispo para atender los asuntos cristianos en Frisia. Hasta el año 800 no pudieron recuperar completamente su independencia del yugo franco. El cristianismo, sin embargo, pudo enraizarse y fue adoptado por la mayoría de los frisones.

### Reyes o duques de las tierras frisias
Los príncipes frisones en la temprana Edad Media fueron:
- Folcwald
- Finn
- Sibbelt
- Ritzard
- Aldegisel (680)
- Radbod, también conocido como Redbad (680-719)
- Poppo (719-734)

Los últimos tres fueron ciertamente figuras históricas. Los cuatro primeros pueden ser solamente legendarios. Cuáles fueron sus títulos exactos dependen de las fuentes. Las fuentes francesas tienden a llamarlos duques; otras fuentes frecuentemente los llaman reyes.

### Libertad de los frisones, Ley Frisona
En el siglo VIII, Carlomagno liberó al pueblo frisón tras jurar lealtad a señores feudales extranjeros: «Que todos los frisones serían totalmente libres, los nacidos y no nacidos, mientras el viento sople desde el paraíso y los niños lloren, el pasto crezca verde y las flores florezcan, mientras el sol salga y el mundo permanezca».
Esto es del texto legal del siglo XII  escrito en frisón antiguo usando un estilo de saga poética de épicas escandinavas. Hay un número sustancial de textos jurídicos frisones existentes y algunos de estos aún no han sido estudiados. Hay actualmente un proyecto frisón en la Universidad de Ámsterdam que está estudiando la historia antigua de Frisia, que probablemente descubrirá una gran cantidad de hechos fascinantes.

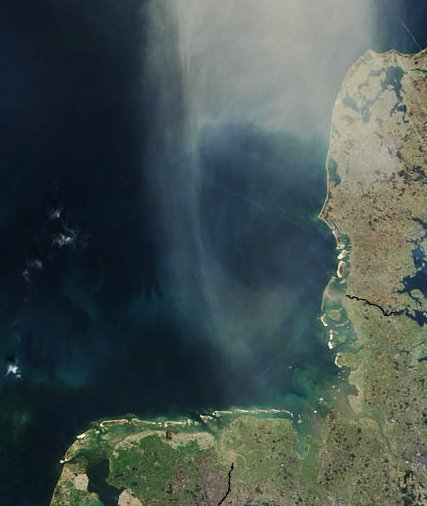
Vista satelital de la Ensenada Alemana.

Pero los tormentosos retazos de historia frisona conocidos revelan un pueblo no muy dado a dejar su marca en la historia, excepto cuando fueron provocados, que pelearon con legendaria fiereza para proteger su libertad.

## Migraciones frisonas
El pueblo frisón también migró a otra zonas de Europa. Las migraciones a Inglaterra durante la Edad Media temprana (junto con los anglos, sajones y jutos) fueron particularmente bien caracterizadas a través de la genética, la lingüística y la arqueología 1. La lengua frisona tiene mucho en común con el inglés antiguo.

## Historia moderna
Los remanentes de Frisia Magna (reino frisio) son pequeños y dispersos. La mayoría de ellos fueron dominados por sus vecinos en expansión: los sajones (quienes se estaban moviendo al norte y el oeste) y los francos (quienes estaban presionando hacia el norte y el este). Las históricas Frisia occidental y media son sólidas dentro del moderno estado de los Países Bajos quien ahora incluye el corazón de la tierra frisona desde la costa del mar del Norte en Alkmaar en la moderna provincia de Holanda Septentrional, a lo largo de las costas de las modernas provincias de Frisia y Groninga, y arriba hasta la boca del Ems.
Culturalmente, se contrajo abajo a la provincia de Frisia solamente. La lengua frisona es ahora hablada allí y en parte de las islas de Terschelling y Schiermonnikoog del mar de Frisia (Lengua frisona occidental), en la municipalidad Alemana de Saterland (Lengua frisona de Saterland) y en partes del distrito alemán de Frisia Septentrional (Lengua frisona del norte) en la costa de Jutland. El frisón septentrional está bajo fuerte presión del bajo alemán, la lengua alemana culta y el danés y enfrenta una posible extinción. El bajo sajón de Frisia del este (un dialecto del bajo sajón) es hablado en Frisia del Este.